# 도심의 향가
도심의 향가는 한국에서 제작된 박구 감독의 1964년 영화이다. 황해 등이 주연으로 출연하였고 주동진 등이 제작에 참여하였다.

## 출연

### 주연
- 황해
- 태현실
- 조미령

## 제작진
- 원작자: 조흔파
- 조명: 정수명
- 미술: 홍성칠